# Rugby 7 na Igrzyskach Wspólnoty Narodów 2018
Turnieje rugby 7 na Igrzyskach Wspólnoty Narodów 2018 odbyły się na Robina Stadium w australijskim mieście Gold Coast w dniach od 13 do 15 kwietnia 2018 roku. Rywalizowało w nich szesnaście drużyn męskich i osiem żeńskich.
Rugby siedmioosobowe w programie tych zawodów pojawiło się po raz szósty, po raz pierwszy natomiast rozegrano turniej kobiet. Oba złote medale zdobyły reprezentacje Nowej Zelandii, brązowe medale wywalczyły drużyny z Anglii, srebro przypadło zaś Fidżyjczykom i Australijkom.

## Podsumowanie

### Klasyfikacja medalowa
| Klasyfikacja medalowa | Klasyfikacja medalowa | Klasyfikacja medalowa | Klasyfikacja medalowa | Klasyfikacja medalowa | Klasyfikacja medalowa |
| Miejsce               | Reprezentacja         | Złoto                 | Srebro                | Brąz                  | Razem                 |
| --------------------- | --------------------- | --------------------- | --------------------- | --------------------- | --------------------- |
| 1                     | Nowa Zelandia         | 2                     | 0                     | 0                     | 2                     |
| 2                     | Australia             | 0                     | 1                     | 0                     | 1                     |
| =                     | Fidżi                 | 0                     | 1                     | 0                     | 1                     |
| 4                     | Anglia                | 0                     | 0                     | 2                     | 2                     |
| Razem                 | Razem                 | 2                     | 2                     | 2                     | 6                     |

### Medaliści
| Konkurencja | 1. miejsce    | 2. miejsce | 3. miejsce |
| ----------- | ------------- | ---------- | ---------- |
| Mężczyźni   | Nowa Zelandia | Fidżi      | Anglia     |
| Kobiety     | Nowa Zelandia | Australia  | Anglia     |

## Informacje ogólne

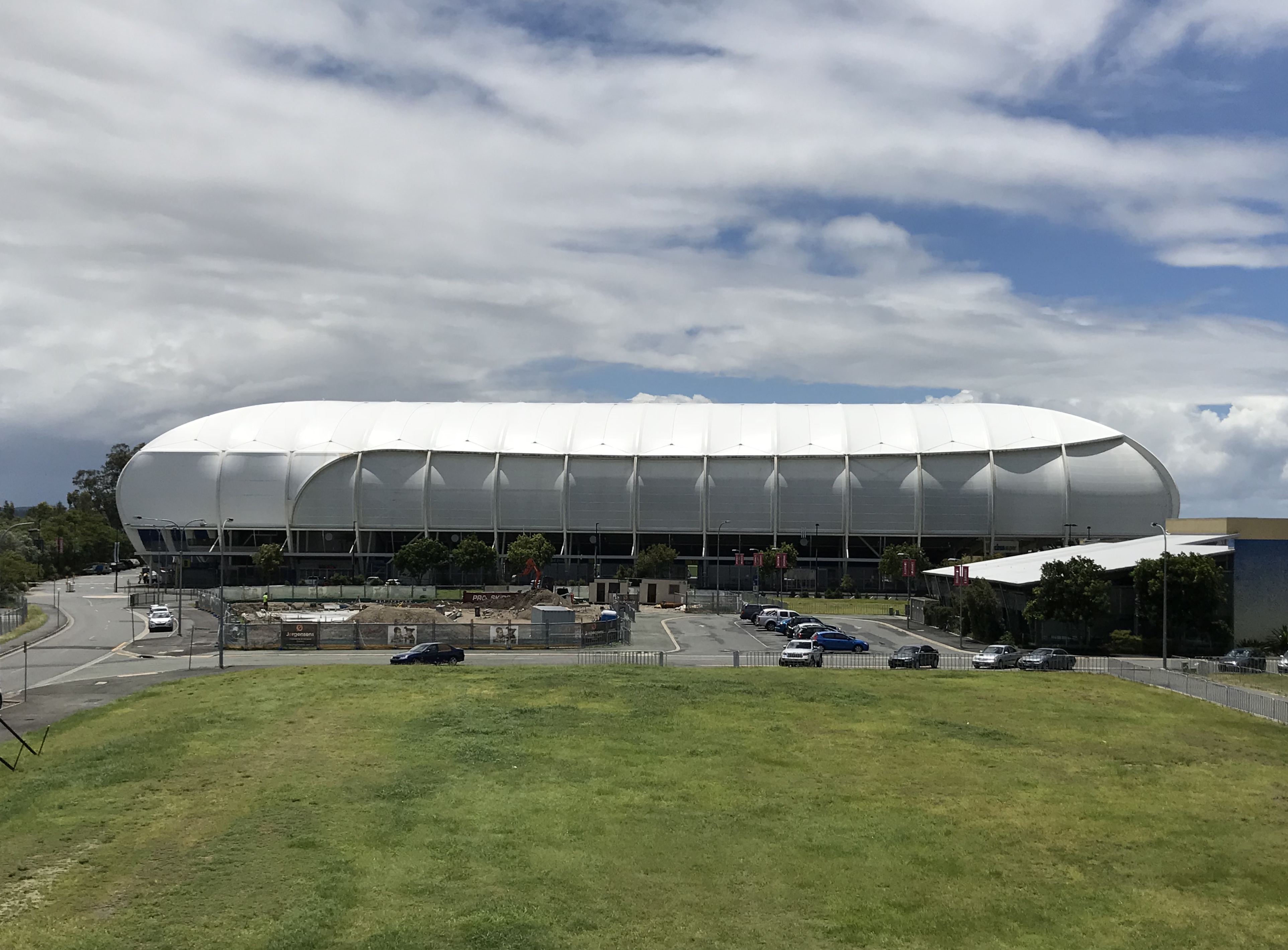
Arena zawodów

W październiku 2014 roku ogłoszono, iż w edycji 2018 po raz pierwszy zostaną rozegrane również zawody kobiet. Zgodnie ze schematem kwalifikacji uczestnicy zawodów – szesnaście drużyn męskich i osiem żeńskich – zostali wyłonieni przez World Rugby w światowych cyklach oraz regionalnych turniejach, a obsadę zawodów potwierdzono w połowie grudnia 2017 roku.
Losowanie grup odbyło się na arenie zawodów – Robina Stadium – na początku lutego 2018 roku z rozstawieniem zespołów według wyników osiągniętych w światowym cyklu i zawodach regionalnych, zaś harmonogram gier opublikowano pod koniec tegoż miesiąca.
W zawodach kobiet osiem uczestniczących reprezentacji rywalizowało systemem kołowym w ramach dwóch czterozespołowych grup, a czołowe dwójki z obu grup awansowały do półfinałów. System rozgrywek mężczyzn uległ modyfikacjom w porównaniu do poprzednich edycji. Nadal w pierwszej fazie rywalizacja odbywała się w czterech czterozespołowych grupach systemem kołowym, jednak do walki o medale awansowali jedynie zwycięzcy poszczególnych grup.
Ceny biletów kształtowały się na poziomie od 15 AUD dla dzieci i 30 AUD dla dorosłych do odpowiednio 30 i 100 AUD i zostały wyprzedane w całości.

## Uczestnicy i kwalifikacje
| Mężczyźni                                                                     | Mężczyźni | Mężczyźni                             |                                   | Kobiety                                       | Kobiety | Kobiety                           |
| Reprezentacja                                                                 | Miejsca   | Podstawa kwalifikacji                 | Podstawa kwalifikacji             | Podstawa kwalifikacji                         | Miejsca | Reprezentacja                     |
| ----------------------------------------------------------------------------- | --------- | ------------------------------------- | --------------------------------- | --------------------------------------------- | ------- | --------------------------------- |
| Australia                                                                     | 1         | gospodarz                             | gospodarz                         | gospodarz                                     | 1       | Australia                         |
| Południowa Afryka Anglia Fidżi Nowa Zelandia Szkocja Kanada Walia Kenia Samoa | 9         | World Rugby Sevens Series (2016/2017) | sezon 2016/2017                   | World Rugby Women’s Sevens Series (2016/2017) | 4       | Nowa Zelandia Kanada Fidżi Anglia |
|                                                                               |           |                                       | 10 czerwca – 22 lipca 2017        | Mistrzostwa Europy 2017                       | 1       | Walia                             |
|                                                                               |           |                                       | 16–17 września 2017               | Mistrzostwa Afryki 2017                       | 2       | Południowa Afryka Kenia           |
| Uganda Zambia                                                                 | 2         | Mistrzostwa Afryki 2017               | 6–7 października 2017             |                                               |         |                                   |
| Sri Lanka Malezja                                                             | 2         | Mistrzostwa Azji 2017                 | 1 września – 15 października 2017 |                                               |         |                                   |
| Papua-Nowa Gwinea                                                             | 1         | Mistrzostwa Oceanii 2017              | 10–11 listopada 2017              |                                               |         |                                   |
| Jamajka                                                                       | 1         | RAN Sevens 2017                       | 25–26 listopada 2017              |                                               |         |                                   |
|                                                                               | 16        | Razem                                 | Razem                             | Razem                                         | 8       |                                   |

## Zawody
Do sędziowania zawodów zostało wyznaczonych ośmiu mężczyzn i sześć kobiet.

### Turniej mężczyzn
| Grupa A           | Grupa B   | Grupa C       | Grupa D   |
| ----------------- | --------- | ------------- | --------- |
| Południowa Afryka | Anglia    | Nowa Zelandia | Fidżi     |
| Szkocja           | Australia | Kanada        | Walia     |
| Papua-Nowa Gwinea | Samoa     | Kenia         | Uganda    |
| Malezja           | Jamajka   | Zambia        | Sri Lanka |

|  |                   |                   |           |                   |   |               |               |       |
|  | Półfinały         | Półfinały         | Półfinały |                   |   | Finał         | Finał         | Finał |
|  | Półfinały         | Półfinały         | Półfinały |                   |   | Finał         | Finał         | Finał |
|  | 15 kwietnia 2018  |                   |           |                   |   |               |               |       |
|  |                   |                   |           |                   |   |               |               |       |
|  | Anglia            | Anglia            | 12        |                   |   |               |               |       |
|  | Anglia            | Anglia            | 12        | 15 kwietnia 2018  |   |               |               |       |
|  | Nowa Zelandia     | Nowa Zelandia     | 17        |                   |   |               |               |       |
|  | Nowa Zelandia     | Nowa Zelandia     | 17        |                   |   | Nowa Zelandia | Nowa Zelandia | 14    |
|  | 15 kwietnia 2018  |                   |           |                   |   | Nowa Zelandia | Nowa Zelandia | 14    |
|  |                   |                   | Fidżi     | Fidżi             | 0 |               |               |       |
|  | Południowa Afryka | Południowa Afryka | Fidżi     | Fidżi             | 0 | 19            |               |       |
|  | Południowa Afryka | Południowa Afryka |           |                   |   |               |               |       |
|  | Fidżi             | Fidżi             | 24        |                   |   |               |               |       |
|  | Fidżi             | Fidżi             | 24        | Mecz o 3. miejsce |   |               |               |       |
|  |                   |                   |           |                   |   |               |               |       |
|  | 15 kwietnia 2018  |                   |           |                   |   |               |               |       |
|  |                   |                   |           |                   |   |               |               |       |
|  | Anglia            | Anglia            | 21        |                   |   |               |               |       |
|  | Anglia            | Anglia            | 21        |                   |   |               |               |       |
|  | Południowa Afryka | Południowa Afryka | 14        |                   |   |               |               |       |
|  | Południowa Afryka | Południowa Afryka | 14        |                   |   |               |               |       |

### Turniej kobiet
| Grupa A           | Grupa B   |
| ----------------- | --------- |
| Nowa Zelandia     | Australia |
| Kanada            | Fidżi     |
| Południowa Afryka | Anglia    |
| Kenia             | Walia     |

|  |                  |               |               |                   |    |           |           |       |
|  | Półfinały        | Półfinały     | Półfinały     |                   |    | Finał     | Finał     | Finał |
|  | Półfinały        | Półfinały     | Półfinały     |                   |    | Finał     | Finał     | Finał |
|  | 15 kwietnia 2018 |               |               |                   |    |           |           |       |
|  |                  |               |               |                   |    |           |           |       |
|  | Australia        | Australia     | 33            |                   |    |           |           |       |
|  | Australia        | Australia     | 33            | 15 kwietnia 2018  |    |           |           |       |
|  | Kanada           | Kanada        | 7             |                   |    |           |           |       |
|  | Kanada           | Kanada        | 7             |                   |    | Australia | Australia | 12    |
|  | 15 kwietnia 2018 |               |               |                   |    | Australia | Australia | 12    |
|  |                  |               | Nowa Zelandia | Nowa Zelandia     | 17 |           |           |       |
|  | Nowa Zelandia    | Nowa Zelandia | Nowa Zelandia | Nowa Zelandia     | 17 | 26        |           |       |
|  | Nowa Zelandia    | Nowa Zelandia |               |                   |    |           |           |       |
|  | Anglia           | Anglia        | 5             |                   |    |           |           |       |
|  | Anglia           | Anglia        | 5             | Mecz o 3. miejsce |    |           |           |       |
|  |                  |               |               |                   |    |           |           |       |
|  | 15 kwietnia 2018 |               |               |                   |    |           |           |       |
|  |                  |               |               |                   |    |           |           |       |
|  | Kanada           | Kanada        | 19            |                   |    |           |           |       |
|  | Kanada           | Kanada        | 19            |                   |    |           |           |       |
|  | Anglia           | Anglia        | 24            |                   |    |           |           |       |
|  | Anglia           | Anglia        | 24            |                   |    |           |           |       |